# Žbince
Žbince jsou obec na Slovensku v okrese Michalovce.

## Památky
- Římskokatolický kostel sv. Anny, jednolodní klasicistní stavba se segmentovým ukončením presbytáře a věží z roku 1843. V letech 1878–1879 byla přefasádovaná věž, úpravami prošel i v roce 1905. Interiér je zaklenut pruskými klenbami. Nachází se zde oltář z roku 1844 s obrazem sv. Anny od K. Volčka. Kazatelna, křtitelnice a varhany jsou z doby stavby kostela. Fasády kostela jsou členěny lizénami a půlkruhem ukončenými okny se šambránami. Věž je členěna pilastry a ukončena jehlanovou helmicí. Vstup kostela je řešen jako sloupový portikus.

- Kaple sv. Jana Nepomuckého, klasicistní stavba na půdorysu kruhu z roku 1804. Stojí v areálu místního hřbitova.

- V obci se v minulosti nacházel dnes již zaniklý zámeček rodiny Barkoci, původně renesanční dvoupodlažní stavba s nárožními věžemi. Ze zámku se dochovala pouze jedna hospodářská budova.

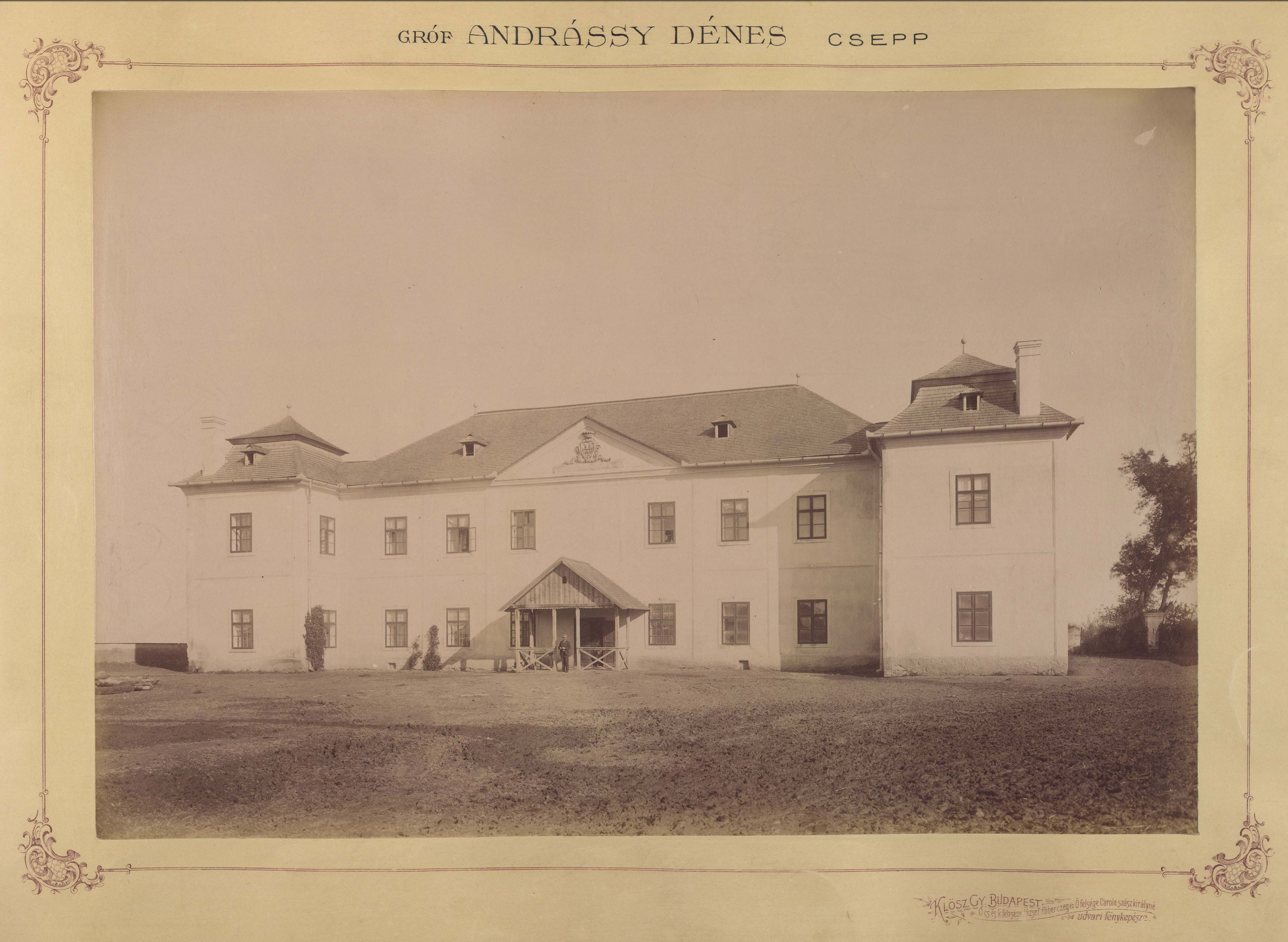
Bývalý barkóciovský kostel
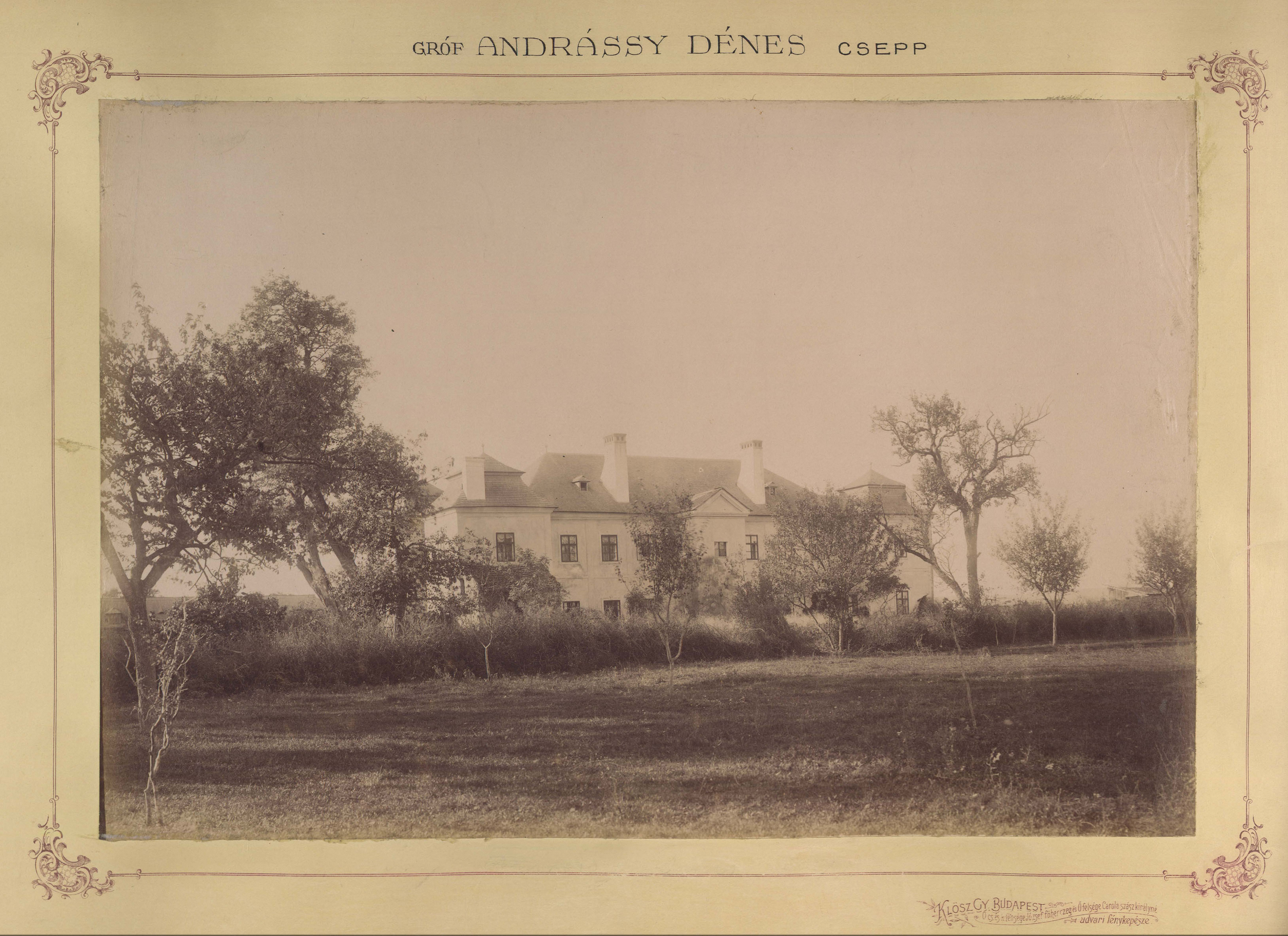

## Osobnosti obce

### Rodáci
- Móric Mittelmann Venkovský (1914–1989), spisovatel, překladatel, historik a literární kritik